# Медицинска диагноза
Диагнозата (от гръцки: διάγνωση – установявам, разпознавам) е медицински термин за точно означаване на болестното състояние на пациента. Диагнозата задължително се изписва на латински език. Това правило позволява пълноценна професионална комуникация между медицинските специалисти от цял свят, независимо от тяхната националност и езикови умения.
За да се постави диагноза, трябва да се извърши медицински преглед. Той трябва да започне със снемане на анамнеза. След това се извършва клиничен преглед на пациента и при необходимост се назначават специални изследвания: електрокардиография (ЕКГ), рентгенография, хематологични анализи и др.
В зависимост от начина за достигане до диагнозата, тя може да бъде:
- diagnosis per conclusionem – диагноза чрез заключение; методът се използва винаги, когато е възможно; диагнозата се поставя въз основа на характерните за болестта и категорично установени от лекаря симптоми, и синдроми; това е най-бързият, най-лесният и най-сигурният начин за поставяне на диагноза, но не винаги е достъпен
- diagnosis per exclusionem – диагноза чрез изключване; методът се използва само когато наблюдаваните у пациента болестни признаци са типични за две или повече заболявания; тогава лекарят трябва да състави списък на всички болести, които могат да предизвикат установените признаци и да започне да назначава специални изследвания, за да елиминира неверните предположения едно по едно, като първо се изключва най-вероятното заболяване, след това следващото най-вероятно и т.н.; поставянето на диагнозата чрез този метод отнема дни, а понякога и седмици
- diagnosis ex juvantibus – диагноза чрез ефекта от използваните лекарства; методът се използва само при непознати заболявания, или при тежки, животозастрашаващи състояния; състои се в последователно прилагане на лекарства от различни групи и непрекъснато, стриктно наблюдение на всички жизнени показатели на пациента; диагнозата се установява чрез ефекта от приложените лекарства; така поставената диагноза обикновено е обща и несигурна; методът може да отнеме седмици и месеци

В зависимост от характера на поставената диагноза, тя може да бъде:
- diagnosis sympthomatica – симптоматична диагноза; основава се на установените тъканни и органни нарушения; симптоматичните диагнози се поставят бързо и лесно, по правило per conclusionem; симптоматични диагнози са: Pneumonia (възпаление на белия дроб), Pharyngitis (възпаление на глътката), Fractura ossis radii (счупване на лъчевата кост) и т.н.
- diagnosis aethiologica – етиологична диагноза; основава се на точно установената причина за възникналото болестно състояние; етиологичните диагнози се поставят трудно, по правило per exclusionem, след назначаване на специални изследвания; етиологични диагнози са: Carcinoma hepatis (злокачествен епителен рак на черния дроб), Morbili (дребна шарка), СПИН и т.н.

Лекарите-специалисти по клинично изследване на вътрешните болести на пациента и поставяне на съответна диагноза се наричат интернисти.